# Google TV (オペレーティングシステム)
Google TV（グーグル ティーヴィー）は、インテル、ソニー、ロジクールと共同開発した、Googleのスマートテレビ向けOS。

## 概要
2010年10月に発売され、当初はソニーとロジクール製の公式デバイスが用意されていた。Google TVは、Android OSとGoogle Chromeウェブブラウザを統合し、既存のオンラインビデオサイトの上にインタラクティブなテレビのオーバーレイを作成し、10フィートのユーザーインターフェースを追加することで、スマートテレビの体験を可能にした。
Android TVは、Androidプラットフォームとの連携を強化し、ナレッジグラフの統合やモバイル端末からのキャスティングに対応するなど、ユーザーエクスペリエンスを刷新した新しいプラットフォームである。2014年6月現在、Google TV SDKは提供されておらず、既存のデバイスに対する今後のソフトウェア開発は終了し、事実上、非推奨のプラットフォームとなっている。
Googleがインテル、ソニー、ロジクールと共同展開したスマートテレビのプラットフォームである。GoogleのAndroid OSとLinuxバージョンのGoogle Chromeを統合し、既存のインターネットテレビやウェブテレビ・サイトに10-foot UIを搭載した双方向テレビの機能を付加した。2010年6月にソニーとロジクールからGoogle TVを搭載するの初めての公式端末が発売された。
ロジクールは営業利益で1億ドル以上の損失を計上したことを理由に、Google TV搭載端末の生産を継続しないことと、同社が生産していたGoogle TV搭載端末「Revue」の生産を打ち切ると2011年11月に発表した。同社から今後の計画についての発表はない。しかしながら新しいパートナーにLGやサムスン、VIZIOが加わっており、中には3次元映像の開発能力を有する企業もある。
Google TVにはGoogleが提供する既存のサービスが多く盛り込まれている。GoogleのAndroid OSは、開発者に対してシステムの機能性を拡張するアプリケーションの開発を可能とするプラットフォームとなっている。GoogleのChromeブラウザはインターネットへの入り口となっており、利用者はウェブサイト閲覧とテレビ視聴を同時に行うことができる。Chromeブラウザを通じてHBOやCNBCなどの放送局にアクセスし、番組を視聴することも可能である。また、パートナー企業はそれぞれが提供するコンテンツにアクセスできるように、利用者に対して独自のアプリケーションを提供している。Netflixを例に挙げれば、同社の豊富な映画、テレビ番組の品揃えにアクセス可能なアプリケーションを提供している。Google TVの端末にはQWERTY配列のフルキーボードが同梱されているが、AndroidとAppleのスマートフォンをGoogle TVのリモコンとして利用することもできる。2011年11月に行われたアップデートでAndroid Marketへのアクセスが可能となり、テレビ放送、Netflix、YouTube、HBO GO、その他からコンテンツを検索することができるようになった。

## パートナー企業
Google TVのプラットフォームは、Googleからパートナー企業にOEM供給されている。
第1世代
以下のパートナー企業によってコンシューマ向け端末の第1世代が生産された。プラットフォームはx86ベース。
- ロジクール
- ソニー

第2世代
以下のパートナー企業によってコンシューマ向け端末の第2世代が生産された。プラットフォームはARMベース。
- サムスン
- ソニー
- LG
- VIZIO

## 端末

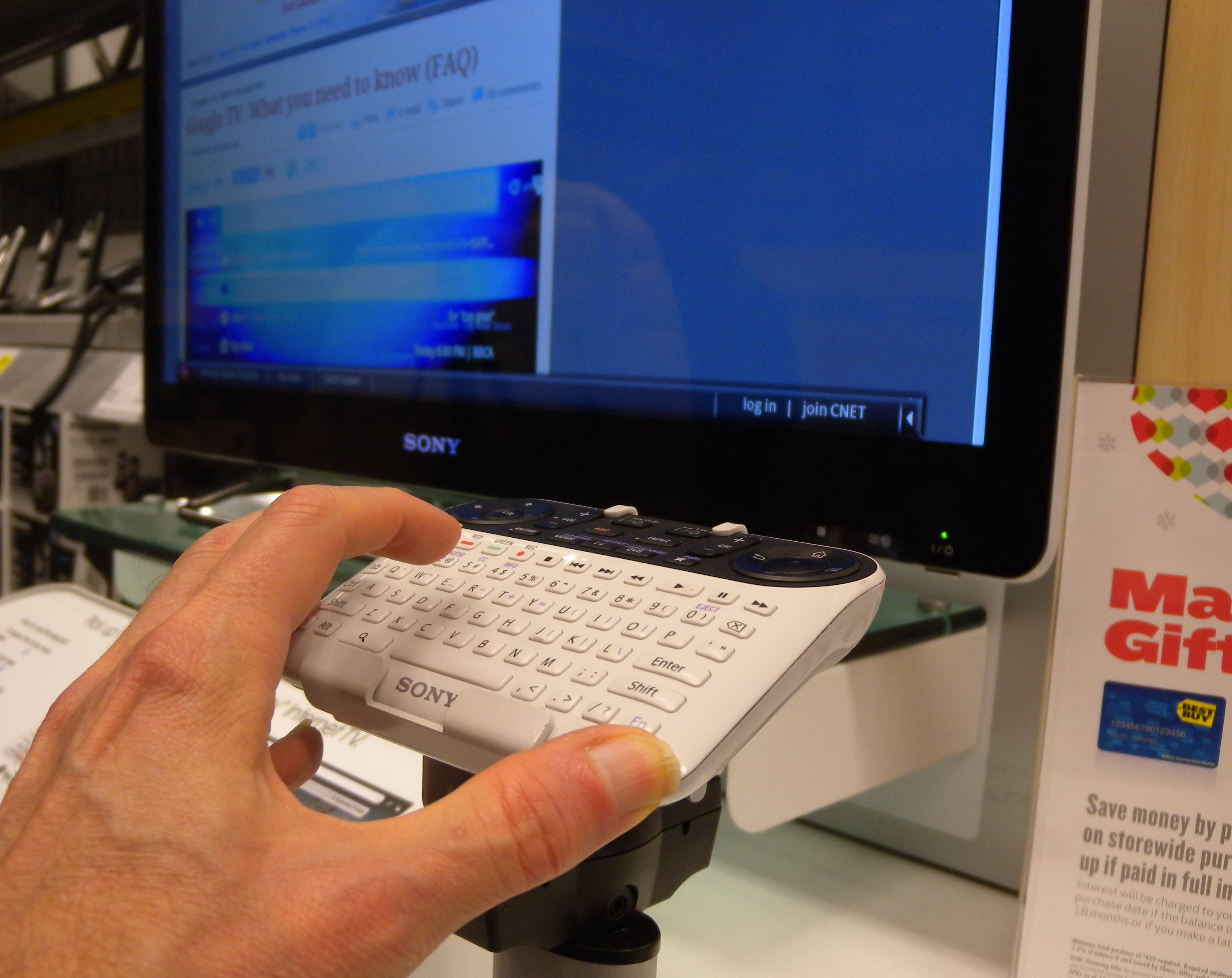
Sony Internet TV

- Sony Internet TV – 24インチ、32インチ、40インチ、および46インチモデル（NSX-24GT1、NSX-32GT1、NSX-40GT1、およびNSX-46GT1）[11][12] – 2012年2月に製造終了
- Sony Internet TV Blu-ray Disc (NSZ-GT1)[11][13]
- Logitech Revue (PN 970-000001)[14] – 2011年11月に製造終了[4][5]

## 競合するサービス
ケーブルテレビ局や他のコンテンツ配信事業者は、Google TVに対してさほど積極的ではない。NBCやABC、CBS、Huluなどは、Google TVの発売以降、自社が提供するコンテンツをGoogle TV搭載端末によるアクセスからブロックしている。また2010年11月22日現在、Google TV搭載端末はバイアコム傘下の全番組へのアクセスを遮断されている。ケーブルテレビ局に関しては、ディッシュ・ネットワークが唯一Google TVを容認しており、Logitech Revueの割引サービスも展開している。
Roku、Boxee、AppleもGoogle TVと同様の機能を有するハードウェアを販売している。また、Google TV公式プラットフォームと同様の機能性を持ったAndroid搭載マートテレビ端末も数多く存在するが、HDMIパス・スルーやテレビを使用したユーザー・インターフェイスがないことが特徴的である。

## バージョン履歴
| ファームウェア・バージョン | ビルド番号                          | リリース   | Androidのバージョン | サポートする端末                                                       | 改善点 |
| -------------------------- | ----------------------------------- | ---------- | ------------------- | ---------------------------------------------------------------------- | --- |
| 2.1                        |                                     | 2010-10    | 2.1                 | Sony Internet TV。                                                     | オリジナル・バージョン。 |
| 2.1 - Update 1             | 2011102306                          | 2011-10-23 | 2.1                 | Sony Internet TV NSZ-GT1、NSX-24GT1、NSX-32GT1、NSX-40GT1、NSX-46GT1。 | |
| 3.1 update                 |                                     | 2011-12-12 | 3.1                 | Logitech Revueに対応。                                                 | Android 3.1にアップデート。 |
| 3.2                        | 2012022201_WWV_ORSC.201202220101419 | 2012-03-06 | 3.1                 | Sony Internet TV NSZ-GT1、NSX-24GT1、NSX-32GT1、NSX-40GT1、NSX-46GT1。 | Android OSの安定性とパフォーマンスの向上。Android 3.1プラットフォームにシステムをアップデート。NSZ-GT1向けにBlu-ray 3Dをサポート。 ChromeとFlashをアップデート。 |